# Илишевская волость
Илишевская волость — волость в Бирском уезде Уфимской губернии. Волостной центр — деревня Илишева. Ныне территория Илишевского района Республики Башкортостан Российской Федерации.

## География
В северной части волости протекает р. Белая, в которую впадает реч. Сюнь, протекающая по всей почти волости. При всех почти селениях — горы и болота, а остальная местность степная с маленькими клочками башкирского кустарника.
При д.д. Зейлевой, Исемметевой, Татышевой, Турачах и Муштах расположены казённые леса.

## Состав
По данным на 1906 и 1913 годы в состав волости входили 18 деревень.
- Аккузева
- Ебалакова
- Зейлева
- Илишева — волостной центр
- Исембаева
- Исемметева
- Карабаш
- Кипчак
- Мушты (ныне Старая Мушта)
- Ново-Киргизова (ныне Верхнее Юлдашево)
- Ново-Куктова
- Ново-Медведева
- Старо-Киргизова
- Старо-Куктова
- Тотыш (ныне Старотатышево)
- Тукай-Тамак
- Турачи
- Шамметева

## Население
На 1905 год жителей обоего пола 14779 душ, все исключительно башкиры.

## Инфраструктура
По справочнику 1906 года жители занимаются земледелием.